# Хон Чха Ок
Хон Чха Ок (кор. 홍차옥?, 洪次玉?; род. 10 марта 1970, Кёнсан-Пукто) — южнокорейская спортсменка, игрок в настольный теннис, чемпионка мира и Азиатских игр, призёр Олимпийских игр.

## Биография
Родилась в 1970 году в уезде Кунви. В 1988 году приняла участие в Олимпийских играх в Сеуле, но заняла лишь 8-е место в одиночном разряде. В 1990 году стала чемпионкой Азиатских игр. В 1991 году приняла участие в чемпионате мира в Тибе, на котором спортсменки КНДР и Южной Кореи, выступив объединённой командой, одержали сенсационную победу. В 1992 году завоевала бронзовую медаль Олимпийских игр в Барселоне. В 1993 году стала обладательницей бронзовой медали чемпионата мира.